# Daniel Imhof
Daniel Imhof (*Wil, Suiza, 22 de septiembre de 1977), exfutbolista suizo nacionalizado canadiense. Jugaba de volante y su último equipo fue el FC St. Gallen de Suiza.

## Selección nacional
Ha sido internacional con la selección de fútbol de Canadá, ha jugado 37 partidos internacionales.

### Participaciones Internacionales
| Torneo                          | Sede                  | Resultado    |
| ------------------------------- | --------------------- | ------------ |
| Copa Confederaciones 2001       | Japón, Corea del Sur  | Primera fase |
| Copa de Oro de la Concacaf 2002 | Estados Unidos        | Semifinal    |
| Copa de Oro de la Concacaf 2003 | Estados Unidos México | Primera fase |

## Clubes
| Club          | País     | Año       |
| ------------- | -------- | --------- |
| FC Wil        | Suiza    | 2000-2002 |
| FC St. Gallen | Suiza    | 2002-2005 |
| VfL Bochum    | Alemania | 2005-2009 |
| FC St. Gallen | Suiza    | 2010-2012 |

## Palmarés

### Campeonatos nacionales
| Título             | Club          | País  | Año  |
| ------------------ | ------------- | ----- | ---- |
| Superliga de Suiza | FC St. Gallen | Suiza | 2000 |